# Висагинас (озеро)

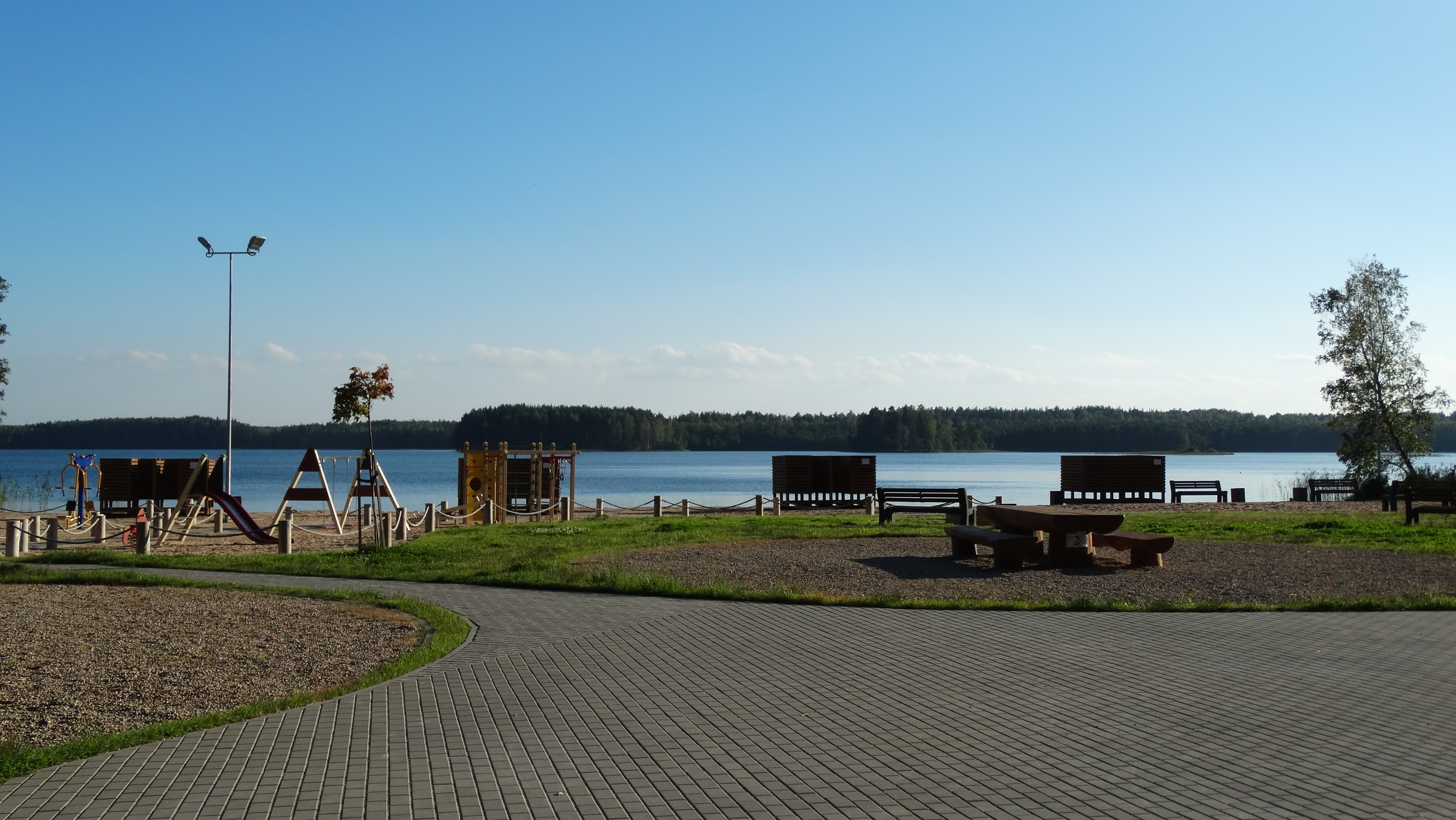
Пляж Висагинаса

Висагинас (лит. Visaginas) — озеро в восточной Литве, в юго-западной части города Висагинас. 
Ложбина озера имеет ледниковое происхождение. Длина с севера на юг 2,04 км, ширина до 1,64 км. Глубина озера составляет 6,5 м. Лежит на высоте 149,1 метра над уровнем моря. Береговая линия извилистая, особенно на юге и западе. Берега невысокие, в основном сухие. Озеро имеет 2 острова на северо-западе акватории площадью 0,27 га и 0,03 га.
Озеро Висагинас со всех сторон окружено лесами Саусашилис, Лапушишке, Гайде. В озеро впадают два ручья (Паклеве и безымянная река), а на юго-востоке вытекает ручей Висагинас, впадающий в приток Друкшяйского озера Гулбине.
Северный берег озера является популярным местом отдыха для Висагинаса с центральным стадионом Висагинаса, парком отдыха и пляжами. На южном берегу находится деревня Рамибе I.
По одной из версий, название озера происходит от слов «visi ginasi» (все защищаются).

## Галерея

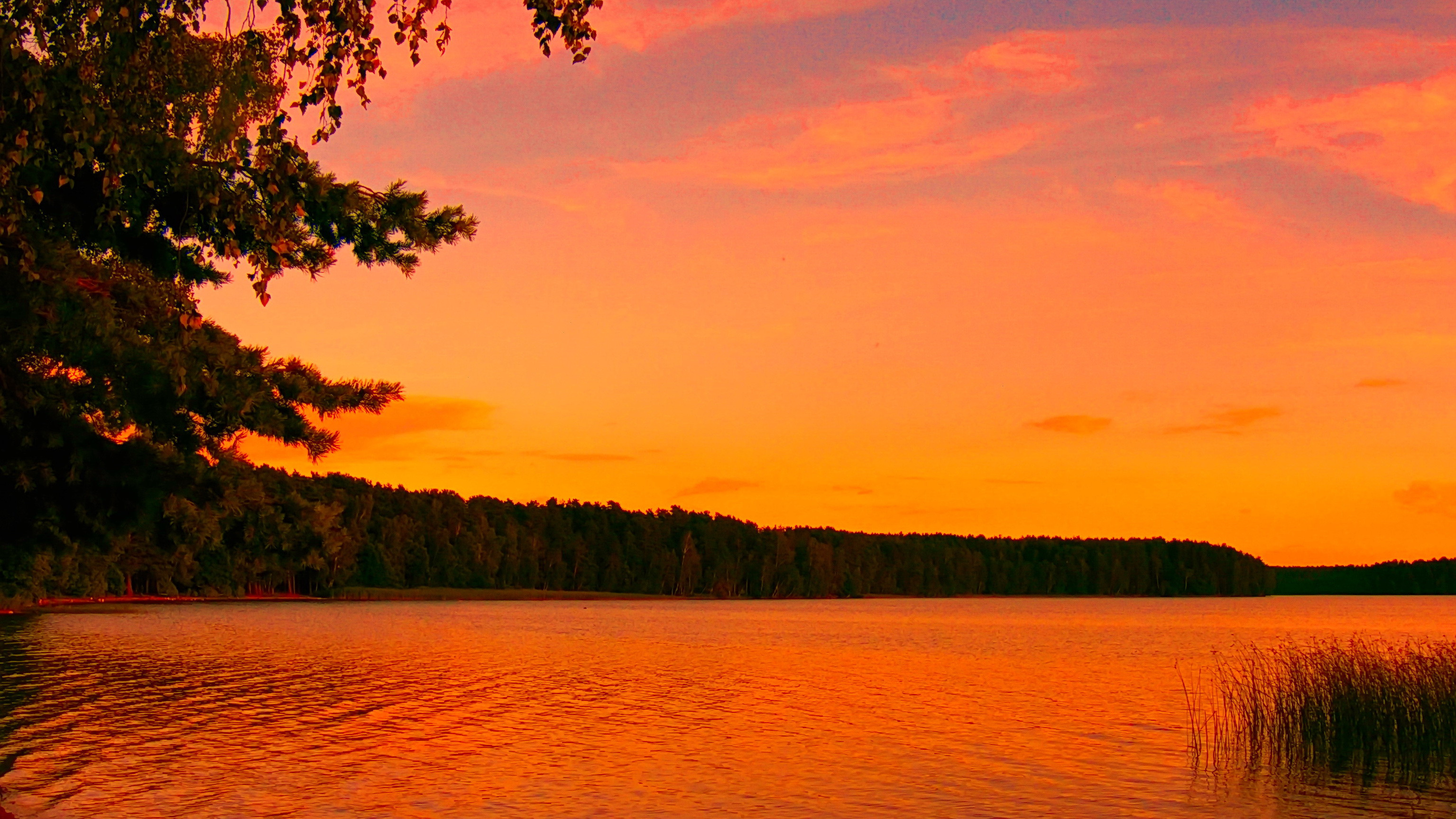
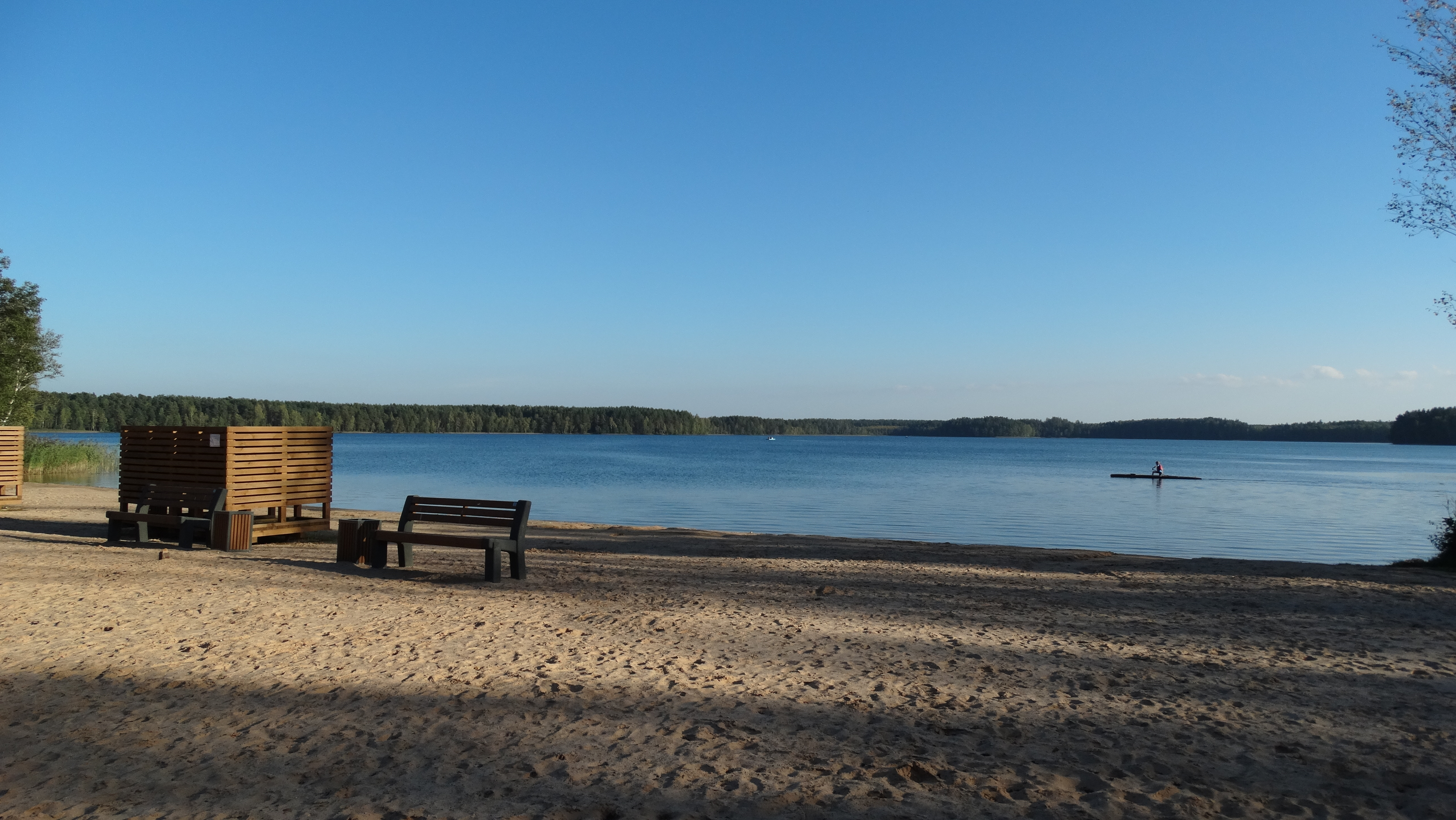
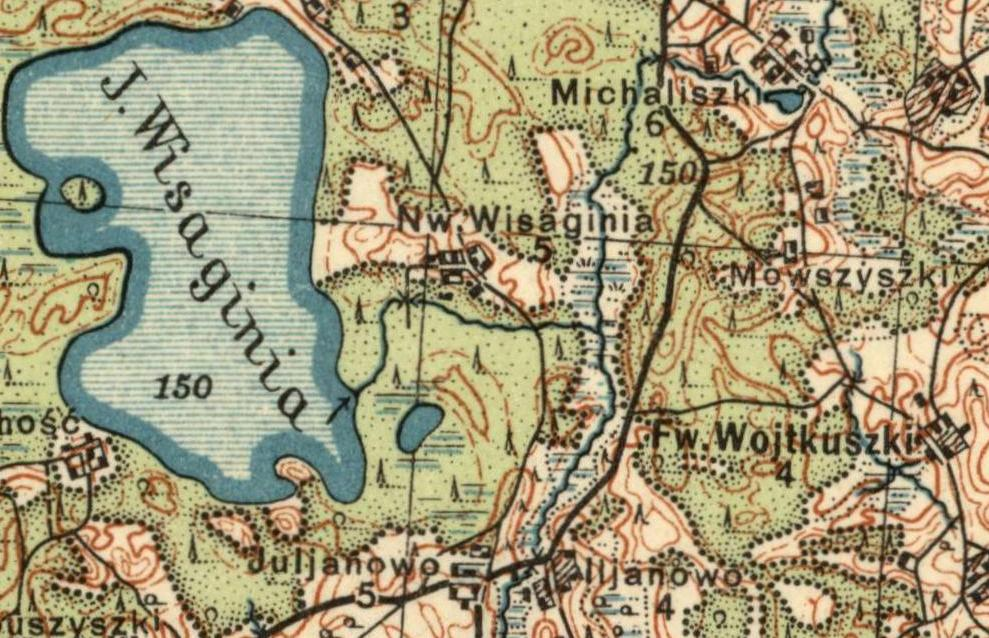